# POLG
Az 1. DNS-polimeráz γ-alegység a POLG gén által kódolt enzim. A mitokondriális DNS-polimeráz γ heterotrimer, egy katalitikus egységből és két kiegészítő egység homodimerjéből áll. A kódolt fehérje a DNS-polimeráz katalitikus egysége. A mutációk tünetei közt szerepelnek az 1. típusú mitokondriális DNS-deléciós progresszív külső oftalmoplégia, az érzőideg-ataxiás neuropátiás dizartria és oftalmoparézis (SANDO), az Alpers–Huttenlocher-szindróma (AHS) és a mitokondriális neurogasztrointesztinális enkefalopátia (MNGIE).

## Szerkezet
A POLG a 15. kromoszóma q karján a 26.1-es helyen található, és 23 exont tartalmaz. A POLG gén 140 kDa-os, 1239 aminosavból álló fehérjét kódol. A gén által kódolt POLG a DNS-polimerázok A-családjának tagja. Mitokondriális polimeráz Mg2+ kofaktorral, 15 fordulóval, 52 β-redővel és 39 α-hélixszel. A POLG N-terminális, feltehetően polimorf poliglutamin-sorozatot tartalmaz. Két azonos fehérjét kódoló átiratvariáns ismert e génhez.

## Funkció
A POLG a mitokondriális DNS-polimeráz γ katalitikus alegységét kódoló gén. A humán POLG-cDNS és -gén klónozás után a 15q26 sávra lett leképezve. Eukarióta sejtekben a mitokondriális DNS-t a DNS-polimeráz γ trimer fehérjekomplex replikálja, mely egy katalitikus egységből és egy 55 kDa-os kiegészítő dimerből áll, melyet a POLG2 gén kódol. A katalitikus alegység 3 enzimaktivitást tartalmaz: egy DNS-polimeráz-, egy hibás nukeotidokat ellenőrző 3’–5’-exonukleáz- és egy báziseltávolításos javításhoz szükséges 5’-dRP-liáz-aktivitást.

### Katalitikus aktivitás
Dezoxiribonukleozid-trifoszfát + DNS(n) → difoszfát + DNS(n+1).

## Klinikai jelentőség
A POLG gén mutációi számos mitokondriális betegséget okoznak, ilyenek például az 1-es típusú mitokondriális DNS-deléciós progresszív külső oftalmoplégia, az érzőideg-ataxiás neuropátiás dizartria és oftalmoparézis (SANDO), az Alpers–Huttenlocher-szindróma (AHS) és a mitokondriális neurogasztrointesztinális enkefalopátia. A patogén változatok tünetei fatális kongenitális miopátia, gasztrointesztinális pszeudoobstrukció és gyermekkori fatális májelégtelenség. A POLG kódoló szakaszainak mutációi és a megfelelő betegségek elérhetők a Human DNA Polymerase Gamma Mutation Database-ben.
A Polg-heterozigóta egerek pontatlanul tudják csak mitokondriális DNS-üket replikálni, így 500-szor nagyobb a mutációk valószínűsége, mint a normál egerekben. Ezek nem mutatnak jelentősen gyorsult öregedést, így a mitokondriális mutációk nem a természetes öregedés okai.
A POLG1 betegségokozó mutációi és variánsai elősegítik a tumorigenezist és csökkentik az oxidatív foszforilációt.

## Kölcsönhatások
A POLG-nek 50 biner fehérje-fehérje kölcsönhatása van, ebből 32 kokomplex-kölcsönhatás. A POLG2-vel együtt alkotja a DNS-polimeráz γ-t, ezenkívül a DLG4-gyel, a TP53-mal és a SOD2-vel is kölcsönhat.

## Fordítás
Ez a szócikk részben vagy egészben  a   POLG című angol Wikipédia-szócikk ezen változatának fordításán alapul.  Az eredeti cikk szerkesztőit annak laptörténete sorolja fel. Ez a jelzés csupán a megfogalmazás eredetét és a szerzői jogokat jelzi, nem szolgál a cikkben szereplő információk forrásmegjelöléseként.